# سنجاب العالم القديم الطائر
سنجاب العالم القديم الطائر أو بَطْرُومِيس (الاسم العلمي Pteromys)، جنس حيوانات لبونة قاضمة من فصيلة السنجابيات. أنواعه 2 أعطانها المناطق المعتدلة في أوراسيا وشبه الجزيرة الكورية واليابان.

## الوصف
أجسامها متوسطة القد مستطيلة. روؤسها عريضة. ذلاقيمها مقطومة. آذانها كبيرة. أذنابها طويلة. تتميز بزوائدها الجلدية الجناحية القائمة على خوصها من مفصل الساعد إلى رسغ الفخذ ومنه إلى الزام الأول من الذنب. تطير من شجرة إلى أخرى، شوطها يرواح من 20 إلى 80 م.تألف الغابات والأحراج الكثيفة، تسرح في الليل. تعيش على الأشجار قوتها البراعم والنوامي والثمار على أختلافها والحشرات والديدان. اجحارها أوكان ترتبها في صدوع الأشجار. أناثها تضع من 3 إلى 4 أدراص. تبصر وتكتسي بعد وضعها بعشرة أيام.

## الأنواع
- سنجاب طائر سيبيري - سنجاب طائر سيبيري- يوجد في شمال أوروبا وشمال آسيا.
- سنجاب الطائر القزم الياباني -سنجاب الطائر القزم الياباني- يوجد في اليابان (هونشو وكيوشو).